# Ministry
Ministry ([ˊmɪnɪstrɪ]; с англ. — «священнослужение (также "пасторация"), либо само таинство хиротонии (оно же рукоположение).») — американская рок-группа, созданная Элом Йоргенсеном в 1981 году в городе Чикаго (штат Иллинойс). Ministry считаются пионерами жанра индастриал-метал и одним из наиболее значительных коллективов, ассоциируемых с «индустриальной» музыкой. В роли ведущего продюсера, вокалиста, автора текстов и инструменталиста Йоргенсен является единственным постоянным участником группы, неоднократно претерпевавшей изменения в составе; в числе значимых музыкантов, участвовавших в деятельности группы: Пол Баркер, Билл Рифлин, Крис Коннелли, Мартин Аткинс, Майк Скачча, Пол Рэйвен, Томми Виктор, Тони Кампос, Бёртон К. Белл.
Ministry, — первоначально нововолновая команда, испытывавшая сильное влияние английских групп, — дебютировала с выходом сингла «I’m Falling / Cold Life» (1981) и альбома With Sympathy (1983) на лейблах Wax Trax! и Arista соответственно. Заключив в 1985 году контракт с лейблами Sire и Warner Bros., группа выпустила в 1986 году альбом Twitch, начиная с которого группа приобретает первые черты устоявшегося впоследствии звучания — использование семплирования и электрогитар; сильно политизированные тексты песен. Массовой известности, как в США, так и за её пределами, Ministry добиваются с выходом трёх последующих альбомов, — The Land of Rape and Honey (1988), The Mind Is a Terrible Thing to Taste (1989) и Psalm 69: The Way to Succeed and the Way to Suck Eggs (1992), — и сопутствующими им концертными турами (в том числе участием на фестивалях Lollapalooza 1992 года и Big Day Out 1995 года). Проблемы в личной жизни музыкантов (в том числе связанные с наркозависимостью и конфликтами с полицией) сильно осложнили запись двух последующих альбомов — Filth Pig (1996) и Dark Side of the Spoon (1999).
В 2001 году Warner Bros. прекращают контракт с Ministry; непродолжительное время группа записывалась на Sanctuary Records, выпустив на нём альбом Animositisomina. В 2004—2007 годах на Sanctuary и позднее на 13th Planet Records выходит так называемая «антибушевская трилогия» — Houses of the Molé, Rio Grande Blood и The Last Sucker. После завершения тура в поддержку The Last Sucker в 2008 году группа, как заявлялось, прекратила деятельность; несмотря на это, группа была собрана вновь в 2011 году, после чего выпустила ещё три альбома — Relapse (2012), From Beer to Eternity (2013) и AmeriKKKant (2018).
На 2024 год дискография группы включает в себя шестнадцать выпущенных студийных альбомов, из которых двенадцать занимали различные места в хит-параде Billboard 200; The Land of Rape and Honey и The Mind Is a Terrible Thing to Taste являются «золотыми», а Psalm 69 — «платиновым»; тираж проданных записей Ministry составляет больше 3 миллионов экземпляров при больше чем 2 тысячах отыгранных концертов; шесть раз группа номинировалась на премию «Грэмми» в категории «Лучшее метал-исполнение».

## История группы

### Начало карьеры
Группа Ministry появилась в 1981 году, в Чикаго, штат Иллинойс. Основателями данного проекта являются Эл Йоргенсен (на тот момент вокал, клавиши) и Стивен Джордж (ударные). Музыка группы, в то время, представляла собой некий синтипоп, который был более мелодичен, нежели то, за что прославилась группа. Название коллективу, как считается, было дано от фильма «Ministry of Fear». В первые годы, места выступлений были различные клубы и диско-вечеринки.
В 1981 году они выпустили свой первый сингл — «Cold Life» на лейбле Wax Trax! Records. Позже, на Arista Records, был записан первый студийный альбом — With Sympathy (в Европе известный как Work For Love). К альбому были выпущены синглы: «I Wanted To Tell Her», «Revenge», «Work For Love». В 1987 году Wax Trax! выпустил сборник Twelve Inch Singles, включивший в себя синглы 1981—1984 годов. Оба альбома, хотя и имели относительный успех, не принесли группе известности. Но уже тогда было известно, что Эл хотел сменить стиль. «Мы устали быть чертовой поп-группой» — Эл Йоргенсен (Terminal № 18 1984).
В середине 80-х Йоргенсен распрощался с Джорджем и со звукозаписывающей компанией, решив поработать самостоятельно. Сперва он собрал коллектив Revolting Cocks вместе с Люком ван Акером и Ричардом 23 из Front 242. Чуть позже Эл снова занялся Ministry. В 1985 году Йоргенсен заключил контракт с лейблом Sire Records — частью холдинга Warner Bros. Records; при ведущем участии продюсера Эдриана Шервуда Йоргенсен в Лондоне записывает альбом Twitch, вышедший в марте 1986 года. Музыка на этой пластинке оставалась электронной в своей основе, но стала более агрессивной и злой по сравнению с предыдущей With Sympathy, испытав влияние Cabaret Voltaire. К альбому был выпущен сингл «Over the Shoulder» и сопутствующий видеоклип.

### Смена звучания (1987—1990)
В конце 80-х настала эпоха глобальных изменений в группе. Эл сел за электрогитару. C 1986 года постоянными участниками концертов группы становятся бас-гитарист Пол Баркер и барабанщик Уильям Рифлин — выходцы из сиэтлской группы The Blackouts, познакомившиеся с Йоргенсеном в 1983 году. При их участии был записан альбом The Land of Rape and Honey (1988), который стал одним из эталонов жанра индастриал-метал.
Следом за The Land Of Rape And Honey выходит диск The Mind Is a Terrible Thing to Taste (1989). Звук альбома становится более акцентированным на гитарах. Группа начинает тур, который длится до 1990 года. Чуть позже выходит сингл «Burning Inside» (для которого было снято видео).
В 1990 году выходит первый концертный альбом In Case You Didn’t Feel like Showing Up. Видеоверсия альбома расширена, в отличие от аудиодиска, на который вошло всего лишь 6 треков. На данном видео группа выступает на сцене, ограждённой решёткой, чтобы не дать фанатам пробиться к своим кумирам. Помимо самих Ministry, на видео есть такие звёздные личности как: Джелло Биафра (Dead Kennedys) и Нивек Огр (Skinny Puppy). Первый расхаживает с американским флагом, рассказывает свои стишки, а второй выполняет роль дополнительного вокалиста и помогает по части клавиш и других музыкальных инструментов.
Далее Эл занимается своими сайд-проектами (Revolting Cocks, Lard, Acid Horse, PTP, 1000 Homo DJs) и продюсированием таких команд как: Red Hot Chili Peppers, Nine Inch Nails, Anthrax, Gwar, Skinny Puppy.

### Psalm 69
В 1991 году выходит сингл «Jesus Built My Hotrod» (в записи которого принял участие Гибби Хэйнс из Butthole Surfers). Клип становится хитом на MTV. Вслед за ним выходит альбом группы — Psalm 69: The Way to Succeed and the Way to Suck Eggs. (1992) Название взято из одноимённой книги Алистера Кроули. На обложке названия нет, лишь символы ΚΕΦΑΛΗΞΘ, что переводится с греческого как ГЛАВА 69 — Psalm 69. В поддержку альбома выходят синглы/клипы «N.W.O» (протест против Джорджа Буша и войны в Персидском Заливе), «Just One Fix» и уже вышеупомянутый «Jesus Built My Hotrod». К коллективу присоединяются гитаристы Майк Скачча и Льюис Свитек. Вместе с успехом, появляются и различные проблемы с общественностью. Эл начинает употреблять наркотики, а всю его шайку обвиняют в сатанизме, аморальном поведении и т. д.

### Filth Pig
В 1996 году выходит альбом Filth Pig. Это творение получилось самым гитарным и живым за всю историю группы, в то же время и самым медленным. Тут присутствуют и губная гармошка, соло на которой исполнил сам Эл («Filth Pig»), и женский вокал («Useless»), и мандолины («Reload»), рояль («The Fall») и т. д. Запись альбома проходила долго, что видно из разницы в годах выхода Psalm 69 и Filth Pig; за этот период группа переехала из Чикаго в Техас. Там музыканты делают свою домашнюю студию. Но и тут им нет покоя: проблемы с электричеством, привидения, пауки, которых Элу приходилось отстреливать из своего ружья, за хранение которого он мог получить срок в тюрьме. Естественно, в такой обстановке работать трудно, и это сказывается на отношениях в группе. Но всё-таки диск был записан. Это не быстрый Psalm 69 с его драйвовым и брутальным звучанием, это некое подобие сладж-метала, которое пришлось многим не по вкусу. В то же время это считается и лучшей работой группы, которая достигает 19-го места в Billboard 200. Синглы/Клипы на тот период — «Reload», «The Fall», «Lay Lady Lay» (кавер на песню Боба Дилана) и «Brick Windows».

### Dark Side of the Spoon
Далее Эл опять занимается сайд-проектами. На этот раз — Lard. Ministry дают о себе знать лишь в 1999 году. Гитарист группы Уильям Такер совершает самоубийство по причине проблем со здоровьем вследствие чрезмерного употребления наркотиков. Эл и Пол проходят лечение от наркотической зависимости. Легче всех отделался Пол. В память об умершем музыканте выходит альбом Dark Side of the Spoon (название — пародия на альбом Pink Floyd — Dark Side Of The Moon). Песня «Bad Blood» появилась в саундтреке к первой «Матрице»; эта же песня была в 2000 году номинирована на «Грэмми» в категории «Лучшее метал-исполнение», но приз достается Black Sabbath за концертную версию песни «Iron Man».

### 2000-е
2001 год. Выходит сборник хитов группы — The Greatest Fits. Стивен Спилберг предлагает Йоргенсену поработать над саундтреком к его фильму «Искусственный разум». По словам Йоргенсена, сперва он посчитал это всё телефонной шуткой, даже аббревиатура A.I. ему показалась расшифровывается как Anal Intruder. Название для песни «What About Us» было получено тоже в результате телефонного разговора. Группа даже появляется в фильме, исполняя вышеупомянутую песню. Появляется клип «What About Us». Как рассказывает Баркер: 

«У них действительно была огромная куча денег, это была невероятно огромная площадка. Вы конечно можете увидеть это на видео. Было весело. С другой стороны, это означало 12-часовые рабочие дни. Нам надо было быть на площадке в 7 часов утра, а отпустить всех могли только в 7 часов вечера.»
Вскоре Warner Bros. разрывают контракт с Ministry. Также группе было отказано в выступлении на фестивале Ozzfest. Ко всем этим неудачам добавляется ещё одна — из трёх концертных альбомов, запланированных к выпуску на лейбле Ipecac, в продаже появился только один — Sphinctour, вышедший на Sanctuary Records в 2002 году и собранный из концертов времен Filth Pig. В том же 2002 году Фред Дёрст приглашает Эла Йоргенсена для работы над четвёртым студийным альбомом Limp Bizkit, известным на тот момент под названием Less Is More.
Новый студийный альбом появляется только в 2003 году на том же лейбле — Sanctuary Records. Название ему — Animositisomina (слово — палиндром, составленное из прямого и обратного прочтения слова animosity — враждебность, антипатия, без буквы Y). Диск записан в духе Psalm 69. В треках есть кавер на песню группы Magazine — «The Light Pours Out of Me». Сперва Эл пишет материал самостоятельно, но потом к нему присоединяется Баркер вместе с ударником Максом Броуди. Примечательно, что этот альбом был записан в абсолютно трезвой обстановке за все 20 лет существования группы. По словам фанатов группы, альбом «Не дотягивает до уровня Psalm 69».
В 2004 году, Пол Баркер покидает группу. Это никак не смогло остановить Йоргенсена. Уход Баркера показался ему не слишком опасным, так как Эл работал в своё время и без него. В одиночку Эл записывает новый студийник Houses of the Molé (2004), который был переполнен ненавистью Эла к: Джорджу Бушу, к новой Америке, правительству США. Диск уже не был так раскритикован, как предыдущие творения группы. В то же время он был предсказуем, так как была видна схема Psalm 69. Как сказал Йоргенсен: «Это Psalm 70». Синглов не было сделано, но появилось видео на песню «No W». В этом же году выходят компиляции: Early Trax, Side Trax под лейблом Planet Music Incorporated.
В 2005 году выходит сборник ремиксов группы — «Rantology». Помимо ремиксов, на диске есть трек «The Great Satan» с грядущего альбома Rio Grande Blood и песня «Bloodlines» с саундтрека к игре Vampire: The Masquerade — Bloodlines.
В 2006 году группа выпускает альбом Rio Grande Blood (Название — пародия на альбом ZZ Top — Rio Grande Mud). Для этого на запись были приглашены Пол Рэйвэн и Томми Виктор. Помимо этого Эл успевает заняться и Revolting Cocks, выпустив альбом «Cocked and Loaded». Далее группа приступает к турне «Master BaTour 2006».
В том же году появляются первые замечания Эла о «последних днях» Ministry. Основной уклон теперь он делает на продюсирование молодых коллективов. Но антибушевскую трилогию всё-таки заканчивает с успехом. Последняя глава трилогии вышла в сентябре 2007 года под «скромным» названием The Last Sucker.
В 2008 году выходит в свет «последний» альбом кавер-версий Cover Up.
К осени 2009 года выходит творение Эла в ремиксовой версии. Альбом имеет название The Last Dubber.
В 2010 году киностудия «Gigantic Pictures» объявила о планах выпуска фильма «Fix: The Ministry Movie», который характеризуется как «один из самых шокирующих, возмутительных и откровенных взглядов на мир Ministry, шестикратного номинанта на награду Grammy, во время наиболее влиятельных, спорных и одурманенных лет жизни данного коллектива». Выпускается ближе к осени альбом новых ремиксов Mixxxes of the Mole. Миксования и ремиксы треков с Houses Of The Mole.
Также в этом году, несмотря на заявления Эла о прекращении деятельности Ministry, выходит новый сингл — «Thunderstruck», который представляет собой кавер-версию классического хита AC/DC.

### Возобновление деятельности
Группа закончила свой перерыв 7 августа 2011 года, когда было объявлено, что они будут играть на фестивале Wacken в Германии под открытым небом, 2-4 августа 2012 года. Позднее в том же месяце Йоргенсен заявил журналу Metal Hammer о начале работы над новым альбомом, а 16 сентября 2011 года группа объявила о предстоящем туре, который начнется с Северной Америки 17 июня 2012 года в городе Денвер, Ogden Theatre. 23 декабря 2011 года, Ministry выпустил первый сингл с предстоящего альбома под названием «99 Percenters», а 22 февраля 2012 года группа выпустила второй сингл «Double Tap». Мировой же релиз самого альбома «Relapse» состоялся 23 марта 2012 года. Далее начался тур по США, а затем и Европе.
28 июля 2012 года, через 50 минут от начала концерта в Париже Эл Йоргенсен потерял сознание и сразу же был отправлен в больницу, где пробыл около 10 дней на больничной койке. Причиной ухудшение здоровья фронтмена явилось обезвоживание организма и плохая вентиляция концертной площадки в Париже. Были отменены несколько концертов. Но уже 11 августа в Москве, в клубе «Arena Moscow» и 12 августа 2012 года в Санкт-Петербурге, клуб «Космонавт», состоялись первые концерты Ministry в России. Далее концерты тура пошли по расписанию.
В ночь с 22 на 23 декабря 2012 года, гитарист группы Майк Скачча (Mike Scaccia) в возрасте 47 лет скончался во время концерта, посвященного 50-летию вокалиста Rigor Mortis Брюса Корбитта от сердечного приступа. Группа выступала в клубе «The Rail Club» города Форт-Уэрт, штат Техас, когда Скаччиа в 23:45 по местному времени потерял сознание, передает The Fort Worth Star Telegram. Приехавшие врачи увезли его в больницу, где и констатировали смерть музыканта в 00:26. По данным врачей, Скаччиа умер естественной смертью. На сайте Blabbermouth.net говорится, что, по неподтвержденным данным, за несколько минут до смерти Скаччиа просил выключить стробоскопические лампы.
В сентябре 2013 года вышел тринадцатый по счёту номерной альбом группы, From Beer to Eternity, записанный ещё при участии Скаччи. Тогда же Йоргенсен сделал заявление о том, что группа в дальнейшем будет вести свою концертную деятельность, но не будет больше записывать новые альбомы.
В феврале 2017 года Ministry начали работу над четырнадцатым студийным альбомом AmeriKKKant, который вышел 9 марта 2018 года. В записи принимали участие Бертон Белл, Arabian Prince, DJ Swamp и Lord of the Cello.

## Дискография

### Студийные альбомы
- 1983 — With Sympathy
- 1986 — Twitch
- 1988 — The Land of Rape and Honey
- 1989 — The Mind Is a Terrible Thing to Taste
- 1992 — Psalm 69: The Way to Succeed and the Way to Suck Eggs
- 1996 — Filth Pig
- 1999 — Dark Side of the Spoon
- 2003 — Animositisomina
- 2004 — Houses of the Molé
- 2006 — Rio Grande Blood
- 2007 — The Last Sucker
- 2012 — Relapse
- 2013 — From Beer to Eternity
- 2018 — AmeriKKKant
- 2021 — Moral Hygiene
- 2024 — Hopiumforthemasses

### Сборники и переиздания
- 2025 — The Squirrely Years Revisted

## Состав группы
| Текущий концертный состав - Эл Йоргенсен — ведущий вокал и тексты, инструменты и продюсирование (с 1981); - Джон Бекдел — клавишные (2006—2008, с 2011); - Пол Д'Амур —бас (с 2019); - Цезарь Сото (Cesar Soto) — гитары (с 2015); - Монте Питтман - гитары (2014, 2021- н.в.) - Рой Майорга — ударные (2016-2017,с 2021); Ключевые бывшие участники - Стивен Джордж — ударные (1981—1984) - Пол Баркер — бас-гитара, клавишные, программирование, вокал, продюсирование (1986—2003) - Уильям Рифлин — ударные, программирование (1986—1995) - Майк Скачча — гитара (1989—1995, 2003—2006, 2011—2012; умер в 2012 году) - Луис Свитек — гитара (1992—2003) - Рэй Уошэм — ударные/перкуссия, программирование (1995—1999, 2003) - Томми Виктор — гитара (2005—2008, 2011—2012) - Аарон Росси — ударные (2007—2008, 2011—2016) - Джейсон Кристофер — бас-гитара и бэк-вокал (2016—2017) |